# آخمانوو
آخمانوو (به لاتین: Akhmanovo) یک منطقهٔ مسکونی در روسیه است که در باشقیرستان واقع شده‌است.